# Joan Wielzen
Joan Hèlen Wielzen is een Surinaams politicus. Ze is actief in maatschappelijk werk en kandideerde sinds 1996 verschillende malen voor een zetel in de districtsraadslid van Coronie en voor De Nationale Assemblée (DNA). Hierin slaagde ze vanaf 2010 voor de districtsraad, waar ze ondervoorzitter was. Ze was lid van achtereenvolgens de SPA, NPS, DNP 2000 en NDP. Ze was van 2018 tot 2025 lid van DNA voor de NDP.

## Biografie
Wielzen is afkomstig uit het district Coronie, waar ze zich bezighoudt met sociaal-maatschappelijk werk. In 1996 was ze verkiesbaar als districtsraadslid voor de SPA, maar werd niet gekozen. Twee jaar later benaderde de NPS haar voor de functie van districtssecretaris.
Tijdens de verkiezingen van 2000 kandideerde ze voor een plaats in DNA. Ze hoopte op voorkeursstemmen gekozen te worden, maar kwam niet in het parlement terecht. In aanloop naar de verkiezingen van 2005 voelde ze zich niet serieus genomen door haar partij nadat ze had aangekaart dat ze het als kandidaat niet normaal vond zelf de verkiezingen in het district te organiseren. Toen een reactie van de NPS uitbleef, besloot ze haar partij te verlaten. In die tijd werd ze benaderd door oud-president Jules Wijdenbosch en ze sloot zich vervolgens aan bij diens partij DNP 2000. Ze kandideerde tijdens die verkiezingen opnieuw voor een zetel in DNA maar werd opnieuw niet gekozen. Toen Wijdenbosch in 2009 terugkeerde naar zijn voormalige partij NDP, volgde Wielzen zijn spoor.
Ze stelde zich niet verkiesbaar tijdens de verkiezingen van 2010, omdat het haar de vorige keer niet was gelukt om gekozen te worden. Ook speelden klachten van haar suikerziekte een rol. Wel was ze opnieuw kandidaat voor het districtsraadslidschap. Deze keer lukte het haar wel een zetel te bemachtigen en werd ze daarnaast ondervoorzitter van de raad. Deze periode was een grote leerschool voor haar.
Vervolgens stelde ze zich opnieuw verkiesbaar tijdens de landelijke verkiezingen van 2015. Ze kwam 33 stemmen te kort en werd aanvankelijk niet gekozen in DNA. In september 2016 maakte minister Edgar Dikan bekend dat Remie Tarnadi zou worden benoemd tot districtscommissaris (dc) van Coronie. Zijn aanstelling werd eerst uitgesteld tot na de begrotingsbehandeling en uiteindelijk nog langer, tot uiteindelijk meer dan een jaar. Ondertussen liep Wielzen zich warm om Tarnadi op te volgen, onder meer door alvast vergaderingen bij te wonen. Ze maakte uiteindelijk op 23 januari 2018 haar entree in DNA. Tijdens de verkiezingen van 2020 werd ze herkozen voor een periode van vijf jaar.